# Anna Sommer

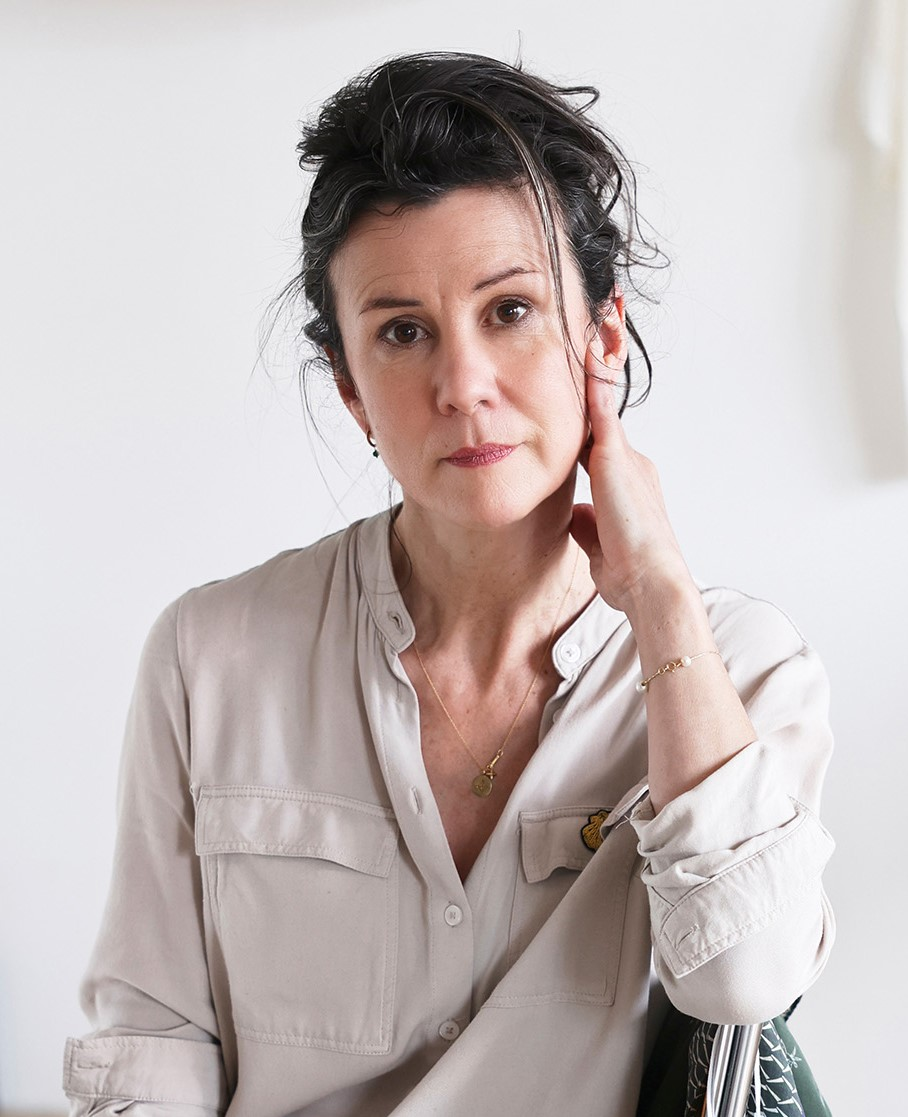
Anna Sommer in ihrem Atelier

Anna Sommer (* 13. Mai 1968 in Aarau) ist eine Schweizer Comiczeichnerin und Illustratorin. Sie lebt und arbeitet in Zürich.

## Biografie
Anna Sommer wuchs in Staffelbach und Aarau auf. Sie absolvierte den Grundkurs an der Zürcher Hochschule der Künste und eine Lehre als Grafikerin. Gleichzeitig zeichnete sie immer gerne und viel; als Kind waren es „am liebsten Frauen in Stöckelschuhen“, dennoch kam Sommer fast zufällig zum Comiczeichnen: „Als Kind las ich natürlich Tintin und Wilhelm Busch, die offensichtlich wichtig für meine Comic-Bildung waren. Dann aber habe ich jahrelang keine Comics gelesen“.
1996 erschien Sommers Comic-Erstling Damen Dramen. Der Band im A5-Format erzählt ohne Worte von unterschiedlichen Frauen, „verspielt und gleichzeitig voller Ernst, unschuldig, aber absolut frei von Skrupel“, so schreibt Milena Moser im Klappentext dazu. Durch den Erfolg ihrer wild-schrägen, teils frivolen Geschichten mit und um Frauen wurde für Sommer der Schritt von der fest angestellten Grafikerin zur freien Comiczeichnerin und Illustratorin möglich.
Auch das zweite Buch Honigmond (1998), „eine bitterböse Geschichte in Collage-Technik über die Auswüchse eine Hochzeitsnacht“, ist schnell vergriffen.
In der Folge etablierte sich Sommer sowohl als Illustratorin wie auch als Comiczeichnerin, das Comicfestival Fumetto widmete ihr 2007 schliesslich eine Einzelschau, denn „sie gehört zu den cleversten Fabuliererinnen auf der progressiven Comicszene“.
2007 erschien das autobiografisch geprägte Buch Die Wahrheit und andere Erfindungen. In diesem änderte Sommer keinen Namen, alle auftretenden Figuren heissen so wie in Wirklichkeit. „Unbefangen und offen erzählt Anna Sommer von den liberalen Erfahrungen und Entdeckungen ihrer Kindheit und Pubertät, von ersten Boyfriends, Küssen, sanftem Kokettieren mit Homoerotik und kindlichem Ausprobieren des Beischlafs.“ Sie selbst meint „Das Stochern in der Vergangenheit zeigt mir, wie schwammig unsere Erinnerungen sind.“ Das Buch sei „äusserst amüsant“, urteilen die einen Medienschaffenden, andere loben „an der zeichnerischen Leichtigkeit liegt es vor allem, dass man sich das Buch sehr gerne anschaut“ und merken an „die hohe Qualität ihrer Geschichten rührt nicht zuletzt von den subtilen Brüchen her, die sich durch alles ziehen.“ Sie habe mit ihren Schwarz-Weiss-Zeichnungen „eine kleine Comic-Perle“ gezeichnet.
2010 wurde das Auftragswerk Julie ist wieder da! veröffentlicht. Die Geschichte eines an Leukämie erkrankten Mädchens soll Eltern und Geschwistern helfen, die Belastungen dieser Krankheit erträglicher zu machen. Bereits zuvor hatte sie 2003 mit Eugen und der freche Wicht ein Kinderbuch über Hirntumor veröffentlicht, das sich an betroffene Kinder und deren Familien richtet sowie an Lehrer, Freunde, Betreuer und Ärzte. Danach arbeitete sie an einem Bilderbuch für Blinde.
Seit den 1990er Jahren arbeitet Sommer regelmässig auch als Illustratorin unter anderem für NZZ Folio, Die Zeit, Libération, WoZ und Strapazin.
Ihr Lebenspartner ist der Comiczeichner Noyau.
Sie ist Ehrengast am Comicfestival BD-FIL 2017 in Lausanne, Festival international de bande dessinée de Lausanne und hat das Festivalplakat kreiert.

## Stil
„Motivation zum Zeichnen war immer das Geschichtenerzählen. Auch in einzelnen Bildern habe ich immer Geschichten erzählt“, so Sommer über ihre Arbeit. Dazu nutzt sie unterschiedliche Techniken: Anfangs zeichnete sie vor allem Schwarz-Weiss-Zeichnungen in Tusch, die „sich besser zum schnell Erzählen eignen“; heute gestaltet sie Papierschnitte mit Japanmesser und Sprühleim als „poppige, plakative Collagen“ ohne Sprechblasen, zudem schafft sie auch Kaltnadelradierungen. „Die untypische Bildsprache fern von Comic-Schablonen ist einer der Gründe, warum Anna Sommer auch Leserinnen und Leser anspricht, die sich gewöhnlich nicht für Comics interessieren“.
Sommer selbst schätzt speziell „die intimen Comics von Julie Doucet, Chester Brown oder David B“ sowie unter den schreibenden Autoren Agota Kristof, Emmanuel Bove und Werke wie Effi Briest oder Madame Bovary.

## Werke
- Remue-ménage. L’Association, Paris 1996, ISBN 2-909020-67-3.
  - Neuauflage bei Frémok, Brüssel 2024, ISBN 978-2-39022-048-0.
  - Damen Dramen. Arrache Cœur, Zürich 1996, ISBN 3-907010-91-4. (Neuauflage 2004)
- Honigmond. Arrache Cœur, Zürich 1998, ISBN 3-907055-14-4.
- John Fante: Rêves de Bunker Hill. Editions Demoures, Genf 1999, ISBN 2-940244-07-3.
- Amourettes. Cahiers Dessinés, Paris 2002, ISBN 2-283-01909-5.
- Baies des Bois. Edition Moderne, Paris 2002, ISBN 3-907055-64-0.
- Gilbert Sorrentino: Im Land der Liebe. Übersetzt von Joachim Kalka. Maro Verlag, Augsburg 2002, ISBN 3-87512-663-7.
- mit Michael Grotzer: Eugen und der freche Wicht. Edition Moderne, Zürich 2003, ISBN 3-907055-70-5.
- Juan d’Oultremont: Portrait d’Ari la nuit. Estuaire, Belgien 2006.
- Die Wahrheit und andere Erfindungen. Edition Moderne, 2007, ISBN 978-3-03731-017-5. frz.: Tout peut arriver, Buchet-Chastel, Paris 2009.
- Julie ist wieder da! Edition Moderne, Zürich 2010, ISBN 978-3-03731-053-3.
- mit Michael Grotzer: Was kitzelt in meiner Hand? Edition Moderne, Zürich 2012, ISBN 978-3-03731-087-8. (Siebdruck, Relief nur 200 Exemplare im Verkauf)
- L’inconnu. Les Cahiers Dessinés, Paris 2017, ISBN 979-10-90875-58-6.
  - Das Unbekannte. Edition Moderne, Zürich 2018, ISBN 978-3-03731-173-8.
- Chambre d’amies. Les Cahiers Dessinés, Paris 2023, ISBN 978-2-493-18819-9.

## Einzelausstellungen (Auswahl)
- 1993: Goldenes Kalb, Aarau
- 1995: Galerie XS, Basel
- 1998: mit Martin tom Dieck, Papiers Gras, Genf
- 1999: Comicfestival Fumetto, Luzern
- 1999: Comixshop, Basel
- 2003: Galerie Martine Gossieaux, Paris
- 2002: mit Yves Nussbaum, Galerie Espace Saint-Francois, Lausanne
- 2005: mit Yves Noyau, Galerie Hauptmann & Kampa, Zürich
- 2007: Fumetto, Luzern
- 2009: Werkschau «Anna Sommer & Noyau», Cartoonmuseum Basel
- 2017: BD-Fil, Lausanne
- 2017: Galerie Papiers Gras, Genf
- 2018: Never Stop Reading, Zürich
- 2018: Comic Festival Fumetto, Luzern (artist in residence im Hotel Schweizerhof)
- 2022: mit Yves Noyau: «Dos à dos», Atelier Beletage beim KIFF Aarau

## Gruppenausstellungen
- Little sexual things, Galerie Bommer, Zürich, 1994
- Festival de la bande dessinée, Siders, 1994
- Art Magazin, Zürich, 1995
- Comixx, Geneva, Paris, Langental, BAK, 1996
- Galerie Marie-Louise Wirth, Zürich, 1997
- Comicfestival Helsinki, 1997
- Frauenkunstforum, Bern, 1997
- Mutanten, Düsseldorf, 1999
- Comicfestival Athen, 2001
- Fumetto, Luzern, 2001
- Papiers Gras, Genf, 2002
- Raum 62, Rapperswil, 2002
- Arts Factory, Paris, 2002
- Comic Brew, Johannesburg und Kapstadt, 2004
- I. G. Halle, Rapperswil, 2004
- 20 Jahre STRAPAZIN, Walcheturm, Zürich, 2004
- Comic-Land Schweiz, Pro Helvetia, 2005
- Les 7 péchés capitaux, BD-Fil, 2011

## Auszeichnungen
- 1997: «Prix d’humour» am Festival de la bande dessinée Sierre für Damen Dramen
- 2006: Werkjahr Comics der Stadt Zürich
- 2018: «Comicstipendium der Deutschschweizer Städte» anlässlich des Comicfestival Fumetto
- 2024: «Max-und-Moritz-Preis» in der Kategorie Beste deutschsprachige Comic-Künstlerin auf dem Comic-Salon Erlangen in Erlangen